# ماسیمو ورتمولر
ماسیمو ورتمولر (ایتالیایی: Massimo Wertmüller؛ زادهٔ ۱۳ اوت ۱۹۵۶) بازیگر اهل ایتالیا است.
از فیلم‌ها یا سریال‌های تلویریونی که وی در آن نقش داشته‌است، می‌توان به دیو و دلبر، نسخه بارنی، سفر کاپیتان فراکاسا، قطعات نمایشی کوتاه، جزیره، خوشبختی فرارسیده است، کریستال یا خاکستر و شبی پرباران اشاره کرد.